# رویدا محروقی
رویدا محروقی (زاده ۱۹۷۵) موسیقی‌دان اهل امارات متحدهٔ عربی است.